# Südtiroler Volksbank
Die Südtiroler Volksbank AG  (italienisch Banca Popolare dell’Alto Adige Spa) ist eine Regionalbank mit Sitz in Bozen.

## Geschichte
Die Bank ging am 1. August 1992 aus der Fusion der 1889 gegründeten Volksbank Brixen und der 1902 gegründeten Volksbank Bozen hervor. 1995 erfolgte die Übernahme der 1886 gegründeten Volksbank Meran. Im Oktober 2014 einigten sich die Verwaltungsräte der Südtiroler Volksbank und der Banca Popolare di Marostica (gegründet 1892) auf ein Fusionsprojekt, das von den Mitgliedern der beiden Banken im Februar 2015 genehmigt wurde und am 1. April 2015 in Kraft trat.
2016 überschritt die Aktiva der Bank acht Milliarden Euro, weshalb laut gesetzlichen Bestimmungen die Mitglieder über eine Umwandlung in eine Aktiengesellschaft abstimmen mussten. Am 12. Dezember 2016 wurde die Umwandlung von einer Genossenschaft in eine Aktiengesellschaft ins Handelsregister Bozen eingetragen. Die Umwandlung sowie ein gleichzeitiger Wertverlust der Aktie waren nicht ohne Kritik. Ein Rücktrittsrecht mehrerer hunderter Aktionäre konnte erst nach mehreren Gerichtsbeschlüssen durchgesetzt werden Zum 31. Dezember 2018 betrug das Eigenkapital 835,2 Mio. Euro, der Gewinn 34,3 Mio. Euro.

## Gesellschaftsorgane
Die Südtiroler Volksbank liegt in den Händen von rund 60.000 Aktionären. An der Spitze der Organisations- und Managementstruktur steht der Verwaltungsrat, der von drei Ausschüssen (Risikokomitee, Kreditausschuss und Komitee der unabhängigen Verwaltungsräte) und dem Aufsichtsrat unterstützt wird.

## Geschäftsgebiet
Die Südtiroler Volksbank ist als Regionalbank neben dem Heimatmarkt Südtirol in den nordost-italienischen Provinzen Trient, Belluno, Treviso, Pordenone, Vicenza, Padua und Venedig tätig. 
Ende 2021 zählte die Volksbank 180 Filialen, mehr als 1.300 Mitarbeiter und rund 280.000 Kunden.